# فالتر كريمر
فالتر كريمر (بالألمانية: Walter Krämer)‏ هو مؤلف واقتصادي وكاتب ألماني، ولد في 21 نوفمبر 1948 في Ormont ‏ في ألمانيا.

## وصلات خارجية
- فالتر كريمر على موقع مونزينجر (الألمانية)